# 喬治斯角
喬治斯角（英語：Georges Point），是南極洲的海岬，位於葛拉漢地的丹科海岸，處於阿爾茨托夫斯基半島以西的龍格島北端，由比利時探險隊發現和命名，現時由南極條約體系管理。